# Вайдринг
Вайдринг (нім. Waidring) — містечко й громада округу Кіцбюель у землі Тіроль, Австрія.
Вайдринг лежить на висоті 778 над рівнем моря і займає площу 63,75 км². Громада налічує 1946 мешканців.
Густота населення 31/км².
Вайдринг розмістився на кордоні з Баварією і землею Зальцбург. Він разом із громадами Фібербрунн, Гохфільцен, Санкт-Якоб-ін-Гаус і Санкт-Ульріх-ам-Піллерзе є частиною туристичної асоціації Піллерзеталь.
|                                   |
| Вайдринг на мапі округу та землі. |

 Адреса управління громади: Dorfstraße 9, 6384 Waidring.